# 주진우 (언론인)
주진우(1973년 9월 13일~)는 대한민국의 기자이다. 대한민국 전북특별자치도 고창군 출신이다. 대학 졸업 이후 광고회사에 근무하다 일요신문에서 기자활동을 시작하였다. 이후 2002년 《시사저널》로 자리를 옮겼고, 2006년 시사저널 파업사태로 기자 생활을 잠시 중단했다가 2007년부터 《시사IN》 창립 멤버로 일하고 있다. 2004년에 목사 조용기의 탈세와
횡령 등 비리 의혹을 고발한 기사를 쓴 뒤 여의도 순복음교회 교인들로부터 '사탄 기자'라는 별명을 얻었다.
이명박 정부에서, 주진우 기자와 나꼼수는 활동 상황을 감시하는 집중 사찰 대상에 속하였다.

## 경력
- 일요신문 기자
- 굿데이신문 기자
- 시사저널 기자: 2002년~2007년
- 시사IN 기자: 2007년~2019년
  - 시사IN 사회팀 팀장: 2011년~2012년
  - 시사IN 기획취재팀 팀장: 2012년~2019년
- 인터넷 방송 《나는 꼼수다》의 고정 출연자[7]
- 탐사기획 스트레이트 MBC TV 2018년 2월 4일~2019년 12월 16일
- 아닌밤중에 주진우입니다 TBSFM 2019년 9월 30일~2022년 12월 30일
- 라이브 비대위 KBS 제1라디오 2020년 2월 17일~2020년 5월 1일
- 주진우 라이브 KBS 제1라디오 2020년 5월 4일~2023년 11월 10일
- 주진우의 팝스 나인 BBS FM 2024년 3월 4일~2024년 12월 10일
- 이렇게 된 마당에 주기자 라이브·겸공뉴스특보 김어준의 겸손은 힘들다 뉴스공장 2024년 3월 11일~2024년 5월 15일, 2024년 9월 3일~ 현재[8]

## 영화
- 《저수지 게임》
- 나의 촛불

## 활동
- 2004년 12월, 세계 최대 교회인 여의도 순복음교회, 목사 조용기 등과 관련된 기사를 써서 대한민국 대형교회의 문제점을 짚었다.[9]

- 2007년 12월 3일 시사IN 12호를 통해 BBK 주가 조작 사건과 관련하여 김경준의 누나인 에리카 김의 단독 인터뷰 기사를 썼다. 이 기사에서 에리카 김은 "이명박이 경준에게 대신 감방 가라 했다"고 말했다.[10]

- 2007년 12월 3일 시사IN 12호를 통해 BBK 주가 조작 사건과 관련하여 김경준의 자필 메모를 단독 보도했다. 이 메모에서 김경준은 "한국 검찰이 이명박을 많이 무서워하고 있어요. 그런데 저에게 이명박 쪽이 풀리게 하면 3년으로 맞춰 주겠대요. 그렇지 않으면 7~10년"이라며 검찰 측의 회유·협박이 있었다고 썼다.[11] 이후 주진우는 이 기사를 썼다는 이유로 검찰로부터 손해배상청구소송을 당했다. 2011년 4월 서울고등법원은 이 기사가 명예훼손이 아니라고 판결했다.[12]

- MBC 《생방송 오늘 아침》에서 인터뷰 코너를 진행했다.
- 류승완 감독이 영화 《부당거래》(2010년)의 시나리오를 완성할 때, 10여 년 동안 검찰을 취재한 경험이 있는 주진우가 이 대본 모니터링에 참여하였다.[13]

- MBC 50주년 특별기획 《다큐 타임》에서 류승완 감독과 함께 '간첩' 편에 출연하였다.[14]

- 2011년 10월 10일 시사IN 213호를 통해 대통령 이명박의 아들 이시형이 대통령 사저 부지를 대통령 경호실과 공동으로 구매했다고 보도했다. 주진우는 이 기사를 통해 2008년까지 재산이 3600여만 원이었던 이시형이 50억 원대의 땅을 구입한 과정에 의문이 있다고 밝혔다.[15] 한편, 10월 10일 시사IN과 시사저널은 '내곡동 사저 의혹'을 동시에 커버스토리로 실어 '특종 논란'이 일었다. 시사저널은 주간지 발행에 앞서 10월 8일 오후 인터넷을 통해 기사 내용을 공개했다. 주진우가 관련 내용을 녹음한 나는 꼼수다 방송은 10월 9일 공개 됐으며, 이는 10월 8일 새벽에 녹음됐다. 한국기자협회는 2011년 11월 '이달의 기자상'을 시사저널 김지영 기자에게 수여했다.[16]

- 제5·6·7·8·9대 대통령 박정희에 대한 여러 의혹들을 제기하였고, 박정희의 아들 박지만에 의해 사자 명예훼손 혐의로 고소 당했다.[17]

- 주진우는 2012년 1월 19일 시사IN 226호 칼럼을 통해 수감 중인 제17대 국회의원 정봉주가 《나는 꼼수다》 멤버들에게 보낸 편지가 교도소의 검열에 막혀 도착하지 않았다고 주장했다.[18] 이에 대해 법무부는 조선일보를 통해 정봉주의 편지를 검열한 적이 없으며, 편지를 부쳐달라고 한 사실 자체가 없다고 밝혔다.[19] 정봉주의 보좌관 여준성은 위키프레스를 통해 조선일보의 보도는 사실이 아니며, 주진우의 주장이 맞다고 밝혔다.[20]

## 저서
- 《주진우의 이명박 추격기: 저수지를 찾아라》 푸른숲. 2017년.
- 《주기자》 푸른숲. 2012년. ISBN 9788971848784
- 《주기자의 사법활극》 푸른숲. 2015년.
- 《후보의 발견:이재명편》 시사IN. 2017.2.21

### 공저
- 함세웅·주진우. 《악마 기자 정의 사제》. 시사IN북. 2016년. ISBN 9788994973234

## 상훈
- 2007년 12월 한국기자협회 이달의 기자상 특별상

기사 '나는 삼성과 공범이었다'
- 2008년 《시사인》대상
- 2009년 《시사인》대상
- 2010년 《시사인》대상
- 2011년 전국언론노동조합 민주언론상 《나는 꼼수다》 김어준, 김용민, 정봉주, 주진우
- 2011년 환경재단 세상을 밝게 만든 사람들 선정위원회 《나는 꼼수다》 주진우
- 2011년 《시사인》대상[22]
- 2011년 미디어공공성포럼 언론상 《시사인》 주진우 기자

《시사인》213호, 'MB아들, 50억대 집 샀다', 《시사인》214호, 'MB아들 시세차익 15억원 챙겼다'
- 2011년 미디어공공성포럼 언론상 《나는 꼼수다》 김어준, 김용민, 정봉주, 주진우

## 관련 기사
- 김정주. (나꼼수 1년) 주진우 "대선까지 한 명만 잡혀가면 정말...". 머니투데이. 2012년 4월 30일.

## 고정 멘트
- 정통 시사 주간지 시사인의 주진우 기자 입니다.
- 아닌 밤 중에 주진우입니다. (아닌 밤중에 주진우입니다 멘트)
- 끈질긴 추적 저널리즘, 탐사 기획 스트레이트 주진우 기자 입니다. (탐사기획 스트레이트 멘트)
- " 부끄럽고요 ", "자제해 주세요"(나는 꼼수다 중)

## 같이 보기
- 이숙이
- 김어준
- 김용민
- 정봉주
- 이승환
- 강풀
- 김제동